# 조근현
조근현은 대한민국의 영화감독, 미술감독이다. 2002년 영화 버스, 정류장으로 데뷔하였다.

## 학력
- 용산 중경고등학교
- 서울대학교 서양화 학사
- 중앙대학교 대학원 석사

## 생애
중경고등학교 학창시절 당시 미술선생님 이었던 박재동에게 교육을 받았다. 조근현은 삼수 끝에 서울대학교 서양화과에 입학하였고, 박재동이 학교를 그만두고 화실을 운영하자 조근현이 강사로 일했다. 이후 영화계에 입문한 조근현은 《장화, 홍련》(2003년) 《음란서생》(2006년) 《마이 웨이》의 미술감독으로 이름을 떨치다 2012년 영화 《26년》으로 영화감독에 데뷔했다.

## 작품 목록

### 드라마
- 2007년 채널CGV 《정조암살미스터리: 8일》(미술)

### 영화
- 2002년 《버스, 정류장》(미술, 콘티)
- 2003년 《장화, 홍련》(미술)
- 2004년 《인어공주》(미술)
- 2005년 《천군》(미술)
- 2005년 《형사 Duelist》(미술)
- 2006년 《음란서생》(미술)
- 2006년 《서울까지》(미술)
- 2007년 《허브》(소품팀)
- 2007년 《전설의 고향》(미술)
- 2007년 《지금 사랑하는 사람과 살고 있습니까?》(아트디렉터)
- 2007년 《마이 파더》(미술)
- 2008년 《라듸오 데이즈》(미술)
- 2008년 《가루지기》(아트디렉터)
- 2008년 《고고 70》(미술)
- 2008년 《1724 기방난동사건》(미술)
- 2009년 《슬픔보다 더 슬픈 이야기》(아트디렉터)
- 2010년 《두 여자》(미술)
- 2011년 《마이 웨이》(미술)
- 2012년 《후궁: 제왕의 첩》(미술)
- 2012년 《26년》(각색, 연출)
- 2014년 《봄》(각색, 연출)
- 2016년 《번개맨》(각본, 연출)
- 2016년 《킬링 디바》(각본, 연출)

## 수상 경력
- 2003년 제2회 대한민국 영화대상 미술상
- 2005년 제26회 청룡영화상 미술상
- 2006년 제5회 대한민국 영화대상 미술상
- 2006년 제27회 청룡영화상 미술상
- 2006년 제26회 한국영화평론가협회상 미술상
- 2006년 제43회 대종상 영화제 미술상
- 2014년 제23회 애리조나 국제영화제 최우수 외국영화상
- 2014년 제14회 밀라노국제영화제 최우수 작품상
- 2014년 제3회 마드리드 국제영화제 최우수 외국영화상
- 2014년 제13회 달라스 아시안 영화제 최우수 작품상